# Oświęcim (comune rurale)
Oświęcim è un comune rurale polacco del distretto di Oświęcim, nel voivodato della Piccola Polonia.
Ricopre una superficie di 74,47 km² e nel 2009 contava 17 337 abitanti.